# Stollberg/Erzgeb.
Stollberg/Erzgeb. je velké okresní město v německé spolkové zemi Sasko. Nachází se v zemském okrese Krušné hory a má přibližně 11 tisíc obyvatel.

## Historie
První písemná zmínka o vsi pochází z roku 1244, kdy je v listině uváděn držitel hradu Hugo de Stal(e)burc. Roku 1343 je již Stollberg uváděn jako město. Mezi lety 1952 a 2008 bylo město sídlem zemského okresu Stollberg. Po jeho zániku v rámci saské správní reformy se stal Stollberg velkým okresním městem.

## Přírodní poměry
Město leží asi 15 kilometrů jihozápadním směrem od centra Chemnitz. Nachází se ve středním Krušnohoří v údolí říčky Gablenz. Západně od města prochází dálnice A72. Nádraží Stollberg leží na železniční trati Zwönitz–Chemnitz, v provozu je však pouze úsek ze Stollbergu do Chemnitz.

## Správní členění
Stollberg/Erzgeb. se dělí na 7 místních částí:
- Beutha
- Gablenz
- Hoheneck
- Mitteldorf
- Oberdorf
- Raum
- Stollberg/Erzgeb.

## Pamětihodnosti
- zámek Hoheneck
- gotický evangelicko-luterský kostel svatého Jakuba
- radnice
- katolický kostel Panny Marie